# Supercoppa italiana 2017 (calcio femminile)
La Supercoppa italiana 2017 di calcio femminile è stata la ventunesima edizione della Supercoppa italiana di calcio femminile. Il trofeo è stato vinto dal Brescia per la quarta volta consecutiva.

## Incontro
La finale si è disputata sabato 23 settembre 2017 alle ore 17:00 presso lo Stadio Tullo Morgagni di Forlì.
La sfida ha visto contrapposte la Fiorentina, vincitrice della Serie A 2016-2017 e vincitore della Coppa Italia 2016-2017 e il Brescia, finalista della Coppa Italia 2016-2017.
La partita si è conclusa con la vittoria del Brescia per 4-1 in rimonta dopo la rete iniziale di Ilaria Mauro che aveva portato in vantaggio la Fiorentina. Il pareggio bresciano è stato realizzato da Daniela Sabatino alla mezz'ora del primo tempo, e nel corso del secondo tempo la tripletta di Valentina Bergamaschi ha dato la vittoria al Brescia.

## Tabellino
| Arbitro: | Gasperotti (Rovereto) |

|          |           |                                        |
| Mauro 4’ | Marcatori | 32’ Sabatino 50’, 66’, 77’ Bergamaschi |

### Formazioni
| Fiorentina | Brescia |

| Fiorentina: (4-3-1-2)          |    |                          |  |     |
|                                |    |                          |  |     |
| P                              | 87 | Stéphanie Öhrström       |  |     |
| D                              | 3  | Alia Guagni              |  | 45’ |
| D                              | 5  | Elena Linari             |  |     |
| D                              | 13 | Elisa Bartoli            |  |     |
| D                              | 55 | Alice Tortelli           |  |     |
| C                              | 6  | Sigrún Ella Einarsdóttir |  | 52’ |
| C                              | 7  | Greta Adami              |  |     |
| C                              | 21 | Marta Carissimi          |  |     |
| A                              | 10 | Tatiana Bonetti          |  |     |
| A                              | 9  | Ilaria Mauro             |  | 74’ |
| A                              | 19 | Patrizia Caccamo         |  |     |
| A disposizione:                |    |                          |  |     |
| P                              | 2  | Francesca Durante        |  |     |
| D                              | 4  | Océane Daniel            |  |     |
| C                              | 11 | Valery Vigilucci         |  | 45’ |
| C                              | 27 | Précillia Rinaldi        |  |     |
| C                              | 88 | Greis Domi               |  |     |
| A                              | 14 | Ellie Brazil             |  | 52’ |
| A                              | 18 | Danila Zazzera           |  | 74’ |
| Allenatore:                    |    |                          |  |     |
| Sauro Fattori Antonio Cincotta |    |                          |  |     |

| Brescia: (3-5-2)  |    |                       |             |     |
|                   |    |                       |             |     |
| P                 | 1  | Chiara Marchitelli    |             |     |
| D                 | 2  | Mónica Mendes         |             |     |
| D                 | 6  | Federica Di Criscio   | Ammonizione |     |
| D                 | 16 | Laura Fusetti         |             |     |
| C                 | 11 | Nora Heroum           |             | 70’ |
| C                 | 21 | Martina Tomaselli     |             |     |
| C/A               | 7  | Valentina Bergamaschi |             | 89’ |
| C/A               | 10 | Cristiana Girelli     |             | 85’ |
| C/A               | 23 | Manuela Giugliano     |             |     |
| A                 | 9  | Daniela Sabatino      |             |     |
| A                 | 19 | Valentina Giacinti    |             |     |
| A disposizione:   |    |                       |             |     |
| P                 | 12 | Camelia Ceasar        |             |     |
| D                 | 3  | Paola Boglioni        |             |     |
| D                 | 4  | Tecla Pettenuzzo      |             | 89’ |
| C                 | 5  | Aleksandra Sikora     |             | 70’ |
| C                 | 8  | Serena Magri          |             |     |
| C                 | 18 | Laura Ghisi           |             | 85’ |
| A                 | 13 | Isabel Cacciamali     |             |     |
| Allenatore:       |    |                       |             |     |
| Gianpiero Piovani |    |                       |             |     |